# 中央宣传思想文化工作领导小组
中央宣传思想文化工作领导小组，是中国共产党中央委员会议事协调机构，负责领导宣传思想工作。

## 沿革
1980年1月16日，邓小平在中央干部会议上发表《目前的形势与任务》讲话，提出了中华人民共和国在1980年代的三大政策即“在国际事务中反对霸权主义、维护和平，台湾回归祖国、实现祖国统一，加紧经济建设，就是加紧四个现代化建设”。其中，前两项政策即参与国际事务、加强对台工作，都对对外宣传工作提出了更高要求。1980年3月，中共中央书记处专门讨论对外宣传工作，决定成立中央对外宣传小组，协助中央统一领导对外宣传工作。1980年4月8日，中共中央决定，成立中央对外宣传小组，作为国际宣传及对港澳台侨宣传的协调策划机构。1982年2月，中央批准了中央对外宣传小组的请示，决定建立新闻发言人制度，在中央不少部门和省一级设立了新闻发言人。1982年6月，中央对外宣传小组召开全国地方对外对台宣传工作会议，胡耀邦、邓颖超、廖承志等领导到会讲话。1983年2月，中共中央宣传部、中央对外宣传小组联合发文《关于实施〈设立新闻发言人制度〉和加强对外国记者工作的意见》。1983年11月，中央对外宣传小组制定并下发《新闻发言人工作暂行条例》。
中央对外宣传小组附属在中共中央宣传部，由主要涉外部门领导成员组成，朱穆之任组长；具体工作由中共中央宣传部外宣局负责，为此成立了中央对外宣传小组办公室。1987年机构改革和精简时，考虑到宣传部门的机构设置过多，决定取消中央对外宣传小组，工作归并到中共中央宣传部。1987年12月，中共中央撤销中央对外宣传小组。
1988年1月10日，中共中央决定，中央宣传思想工作领导小组由胡启立、芮杏文等7人组成，胡启立为组长，芮杏文为副组长。该小组的工作任务为：“经常分析意识形势领域的动态，研究和掌握宣传工作的方针、政策及其它带有全局性的问题；协调宣传、理论、文化、新闻、出版等有关意识形势的工作；对宣传、理论队伍的建设提出意见和建议。”
1990年3月19日，中共中央决定，恢复中央对外宣传小组。中央对外宣传小组在中央宣传思想工作领导小组的领导下，统一管理对外宣传工作。涉及国际形势及外交政策重大问题的宣传，请示中央外事工作领导小组。
1991年1月起，中央决定中央对外宣传小组在国务院挂名为“国务院新闻办公室”。那时，该机构对内是“中央对外宣传小组”，对外是“国务院新闻办公室”。1993年，“中央对外宣传小组”改为“中共中央对外宣传办公室”（对外名称“国务院新闻办公室”不变）。中共中央对外宣传办公室与国务院新闻办公室是一个机构两块牌子，为中共中央直属机构。
2023年6月，根据新闻报道，中央宣传思想工作领导小组已更名为中央宣传思想文化工作领导小组。
2023年9月24日，《中共中央办公厅 国务院办公厅关于调整中国社会科学院职责等事项的通知》称，“不再保留中国社会科学院的代管中国地方志指导小组职责。中国地方志指导小组办公室更名为中国地方志工作办公室，继续加挂国家方志馆牌子。中国地方志工作办公室，由中国社会科学院代中央宣传思想文化工作领导小组管理”。

## 组成人员
中央宣传思想工作领导小组设组长、副组长、成员。
组长
1. 胡启立（1988年1月10日—1989年）[3]
2. 李瑞环（1989年—1992年）[7]
3. 丁关根（1992年—2002年）[8]
4. 李长春（2002年10月—2012年11月）[9]
5. 刘云山（2012年11月—2017年10月）[10]
6. 王滬寧（2017年10月-2023年）
7. 蔡奇（2023年-）

副组长
- 芮杏文（1988年1月—1991年5月）[3]
- 艾知生（1994年4月—1996年3月）[11]
- 曾建徽（1995年—1998年）[12]
- 王茂林（1998年9月—2002年12月）[13]
- 陈至立（2003年3月—2008年3月）[14]
- 刘云山（？—2012年11月）[15]
- 刘延东（？—？）[16]
- 李书磊（2023年-）[5]
- 谌贻琴（2023年-）[5]

## 办事机构
中央宣传思想工作领导小组原设办事机构中共中央对外宣传办公室（国务院新闻办公室），为中共中央直属机构。后中央外宣办并入中央宣传部。现办事机构为中央宣传部（中央精神文明建设办公室）。
中央宣传思想文化工作领导小组下设全国扫除黄色出版物、打击非法出版活动工作小组，工作小组下设全国“扫黄打非”工作小组办公室（中央宣传部反非法反违禁局）。
中国地方志工作办公室（国家方志馆）由中央宣传思想文化领导小组管理、中国社会科学院代管，下设方志出版社。